# Bezirk Jennersdorf

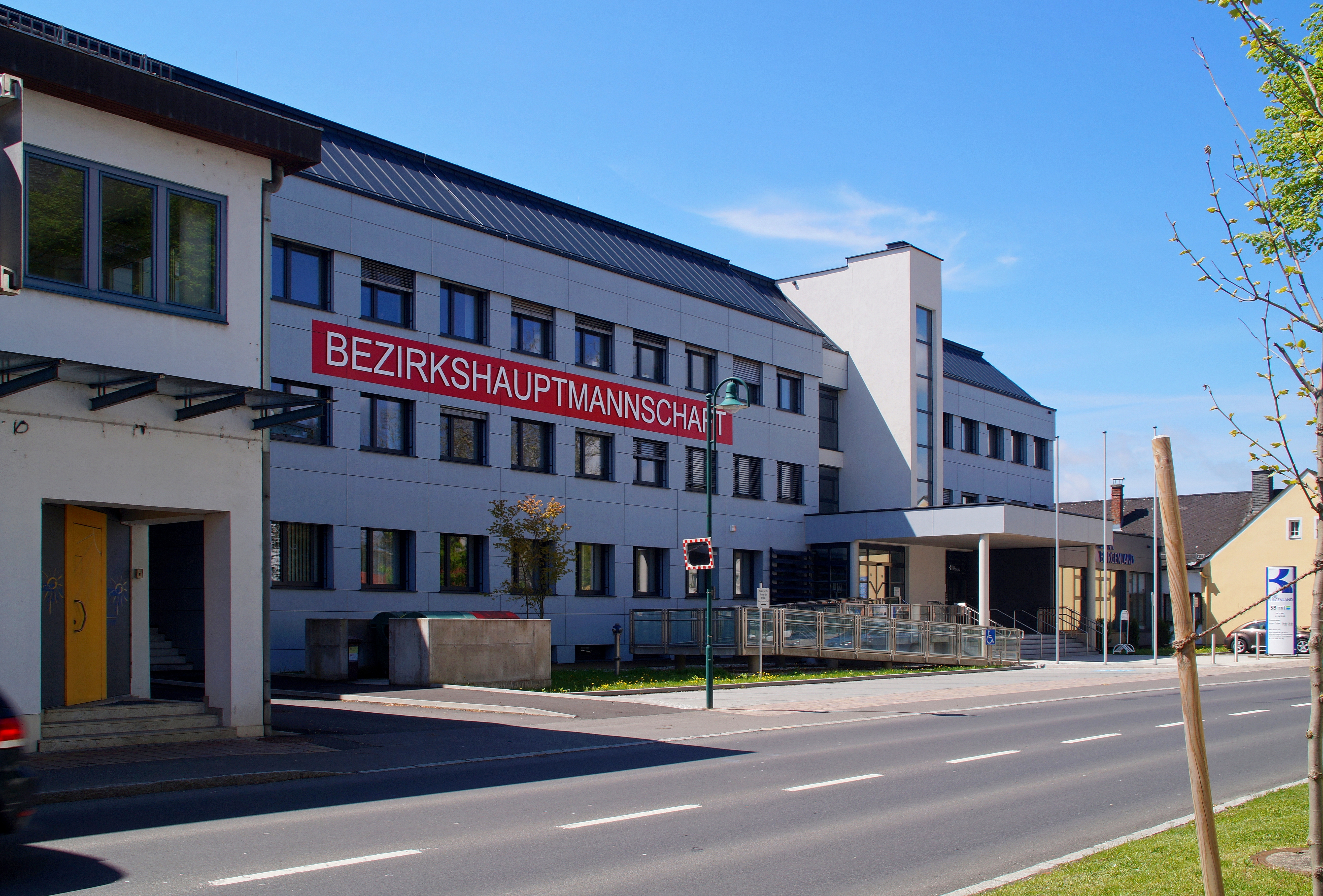
Bezirkshauptmannschaft Jennersdorf

Der Bezirk Jennersdorf (ungarisch Gyanafalvi járás) ist ein politischer Bezirk des Burgenlandes.

## Geschichte
Er ist der einzige burgenländische Bezirk, der nicht direkt aus einem ungarischen Stuhlbezirk (einer Untereinheit der Komitate vor 1918) hervorgegangen ist, er wurde 1921 aus dem deutsch- und kroatischsprachigen Westteil des Stuhlbezirks St. Gotthard des Komitats Eisenburg gebildet.
Ende 2024 ging Bezirkshauptmann Hermann Prem in Pension, ihm folgte Harald Dunkl nach.

## Geografie
Der Bezirk Jennersdorf ist der südlichste Bezirk des Burgenlandes. Er grenzt im Osten an Ungarn und im Süden an Slowenien. Die Landschaft wird von den Tälern der Raab und ihrem linken Nebenfluss, der Lafnitz, geprägt, die beide den Bezirk von West nach Ost durchziehen. Die höchste Erhebung ist der Stadelberg an der slowenischen Grenze mit 417 m ü. A.
Der Bezirk umfasst 253,34 km² und misst von Norden nach Süden circa 45 km und von Westen nach Osten an der breitesten Stelle circa 10 km.
| Hartberg-Fürstenfeld | Güssing                                     | Güssing      |
|                      | Kompassrose, die auf Nachbargemeinden zeigt | Vas (Ungarn) |
| Südoststeiermark     | Slowenien                                   | Vas (Ungarn) |

## Angehörige Gemeinden
Der Bezirk Jennersdorf umfasst insgesamt zwölf Gemeinden, darunter eine Stadt und sieben Marktgemeinden.

| Gemeinde                    | ungarisch     | kroatisch    | Lage | Ew    | km²   | Ew / km² | Gerichtsbezirk | Region | Typ             | Foto | Metadaten         |
| --------------------------- | ------------- | ------------ | ---- | ----- | ----- | -------- | -------------- | ------ | --------------- | ---- | ----------------- |
| Deutsch Kaltenbrunn         | Némethidegkút |              |      | 1.730 | 24,19 | 72       | Güssing        |        | Markt- gemeinde | ja   | Gem.Kennz.: 10501 |
| Eltendorf                   | Ókörtvélyes   |              |      | 908   | 20,58 | 44       | Güssing        |        | Gemeinde        | ja   | Gem.Kennz.: 10502 |
| Heiligenkreuz im Lafnitztal | Rábakeresztúr |              |      | 1.268 | 23,78 | 53       | Güssing        |        | Markt- gemeinde | ja   | Gem.Kennz.: 10503 |
| Jennersdorf                 | Gyanafalva    |              |      | 4.168 | 37,92 | 110      | Güssing        |        | Stadt- gemeinde | ja   | Gem.Kennz.: 10504 |
| Königsdorf                  | Királyfalva   |              |      | 774   | 15,67 | 49       | Güssing        |        | Gemeinde        | ja   | Gem.Kennz.: 10511 |
| Minihof-Liebau              | Liba          |              |      | 1.045 | 16,27 | 64       | Güssing        |        | Markt- gemeinde | ja   | Gem.Kennz.: 10505 |
| Mogersdorf                  | Nagyfalva     |              |      | 1.167 | 12,77 | 91       | Güssing        |        | Markt- gemeinde | ja   | Gem.Kennz.: 10506 |
| Mühlgraben                  | Malomgödör    |              |      | 385   | 5,55  | 69       | Güssing        |        | Gemeinde        | ja   | Gem.Kennz.: 10512 |
| Neuhaus am Klausenbach      | Vasdobra      |              |      | 901   | 19,99 | 45       | Güssing        |        | Markt- gemeinde | ja   | Gem.Kennz.: 10507 |
| Rudersdorf                  | Radafalva     |              |      | 2.221 | 21,44 | 104      | Güssing        |        | Markt- gemeinde | ja   | Gem.Kennz.: 10508 |
| Sankt Martin an der Raab    | Szent Márton  | Sveti Martin |      | 1.963 | 43,01 | 46       | Güssing        |        | Markt- gemeinde | ja   | Gem.Kennz.: 10509 |
| Weichselbaum                | Badafalva     |              |      | 705   | 12,17 | 58       | Güssing        |        | Gemeinde        | ja   | Gem.Kennz.: 10510 |

### Gemeindeänderungen ab 1945
1. Jänner 1971
- Vereinigung der Gemeinden Deutsch Kaltenbrunn und Rohrbrunn zur Gemeinde Deutsch Kaltenbrunn
- Vereinigung der Gemeinden Eltendorf, Königsdorf und Zahling zur Gemeinde Eltendorf
- Vereinigung der Gemeinden Heiligenkreuz im Lafnitztal und Poppendorf im Burgenland zur Gemeinde Heiligenkreuz im Lafnitztal
- Vereinigung der Gemeinden Grieselstein, Henndorf im Burgenland, Jennersdorf und Rax zur Gemeinde Jennersdorf
- Vereinigung der Gemeinden Minihof-Liebau, Tauka und Windisch-Minihof zur Gemeinde Minihof-Liebau
- Vereinigung der Gemeinden Deutsch Minihof, Mogersdorf und Wallendorf zur Gemeinde Mogersdorf
- Vereinigung der Gemeinden Bonisdorf, Kalch, Krottendorf bei Neuhaus am Klausenbach, Mühlgraben und Neuhaus am Klausenbach zur Gemeinde Neuhaus am Klausenbach
- Vereinigung der Gemeinden Dobersdorf und Rudersdorf zur Gemeinde Rudersdorf
- Vereinigung der Gemeinden Doiber, Gritsch, Neumarkt an der Raab, Oberdrosen, Sankt Martin an der Raab und Welten zur Gemeinde Sankt Martin an der Raab
- Vereinigung der Gemeinden Krobotek, Rosendorf und Weichselbaum zur Gemeinde Weichselbaum

1. Jänner 1992
- Aufteilung der Gemeinde Eltendorf auf die Gemeinden Eltendorf und Königsdorf
- Aufteilung der Gemeinde Neuhaus am Klausenbach auf die Gemeinden Mühlgraben und Neuhaus am Klausenbach[2]

## Verkehr

### Straße
Die Güssinger Straße B 57 verbindet Raabtal und Lafnitztal und führt weiter ins Stremtal nach Güssing. Die Gleisdorfer Straße B 65 führt von der ungarischen Grenze im Lafnitztal in Ost-West-Richtung nach Fürstenfeld und weiter nach Graz. Der äußerste Norden ist durch die Stegersbacher Straße B 57a erreichbar, während der äußerste Süden durch die Doiber Straße B 58 von Jennersdorf bis zur slowenischen Grenze bedient wird.
Eine Autobahn befindet sich nicht im Bezirksgebiet. Die nächstgelegene Autobahn ist die Süd Autobahn A 2 von Graz nach Wien, die über die Anschlussstelle Ilz-Fürstenfeld (138) erreicht werden kann.

### Bahn
Durch das Bezirksgebiet verläuft in West-Ost-Richtung die Steirische Ostbahn von Graz nach Szombathely. Im Bezirk befinden sich die Bahnhöfe Jennersdorf und Mogersdorf, die dazwischen liegende Haltestelle in Weichselbaum an der Raab wurde aufgelassen.

## Besondere Gemeinden
Die nördlichste Gemeinde ist Deutsch Kaltenbrunn, die südlichste und zugleich die westlichste Gemeinde ist Neuhaus am Klausenbach. Am weitesten im Osten befindet sich Heiligenkreuz im Lafnitztal an der ungarischen Grenze.
Die kleinste Gemeinde ist Mühlgraben mit circa 5,50 km², während Sankt Martin an der Raab die größte mit circa 43 km² ist.
Mühlgraben hat die wenigsten Einwohner (385), die Stadt Jennersdorf hat mit 4168 Einwohnern die meisten Einwohner (Stand 1. Jänner 2024).